# Doğuş Balbay
Doğuş Balbay (Estambul, 21 de enero de 1989) es un baloncestista turco que actualmente se encuentra sin equipo. Con 1,85 metros de estatura, juega en la posición de base.

## Trayectoria deportiva

### Primeros años y universidad
Comenzó su andadura en el baloncesto profesional con sólo 15 años en las filas del Fenerbahçe Ülkerspor, con quienes apareció esporádicamente en el primer equipo durante dos temporadas. En la segunda de ellas disputó seis partidos, en los que promedió 3,6 puntos y 1,6 rebotes.
En 2006 marchó a estudiar a Estados Unidos, realizando el bachillerato en la Brewster Academy de Wolfeboro (Nuevo Hampshire). En su temporada sénior promedió 13,5 puntos y 7,5 asistencias por partido. De ahí pasó a los Longhorns de la Universidad de Texas, donde disputó tres temporadas en las que promedió 3,7 puntos, 3,0 asistencias y 2,7 rebotes por partido.

### Turquía
Tras no ser elegido en el Draft de la NBA de 2011, regresó a su país para fichar con el Anadolu Efes S.K. por tres temporadas, equipo al que pertenece en la actualidad. Su mejor temporada fue la 2013-14, en la que promedió 6,2 puntos y 2,8 rebotes por partido.
El 23 de junio de 2023, Balbay se separó amistosamente del Anadou Efes después de doce temporadas juntos.